# HC Slovan Bratislava
A HC Slovan Bratislava jégkorongcsapata Szlovákia egyik legjobbja. Egyszeres csehszlovák és kilencszeres szlovák bajnok. A csapat a szlovák Tipsport liga nyugati konferenciájában játszik. Összesen 5 alkalommal nyerte meg a Tátra-kupát. A csapat a hazai mérkőzéseit a Ondrej Nepela Jégcsarnokban játssza. A csapat beceneve az Orli, magyarul sasok, illetve a Belasí, magyarul égkékek. 2012 és 2019 között az orosz bázisú Kontinentális Jégkorong Liga Bobrov divíziójában játszott.

## Történelem

### Csehszlovák Extraligában
Az 1978-79-es szezonban 60 pontot elérve először lett a szlovák csapatok közül bajnok a Csehszlovák Extraligában.

### Szlovák Extraligában
Az 1997-98-as szezonban a HC Košice csapatát 3:2-es arányban legyőzve lett bajnok.
Az 1999-00-es szezonban a HKm Zvolen csapatát 3:2-es arányban legyőzve lett bajnok.
A 2001-02-es szezonban a HKm Zvolen csapatát 4:2-es arányban legyőzve lett bajnok.
A 2002-03-as szezonban a HC Košice csapatát 4:0-ás arányban legyőzve lett bajnok.
A 2004-05-ös szezonban a HKm Zvolen csapatát 4:3-as arányban legyőzve lett bajnok.
A 2006-07-es szezonban a Dukla Trenčín csapatát 4:0-ás arányban legyőzve lett bajnok.
A 2007-08-as szezonban a HC Košice csapatát 4:3-as arányban legyőzve lett bajnok.
A 2011-12-es szezonban a HC Košice csapatát 4:3-as arányban legyőzve lett bajnok.
A Slovan Bratislava farmcsapata a Modré krídla Slovan volt, amely a szlovák másodosztályban (TIPOS Slovenská hokejová liga) szerepelt 2019-től 2024-ig.

### Kontintentális Jégkorong Ligában

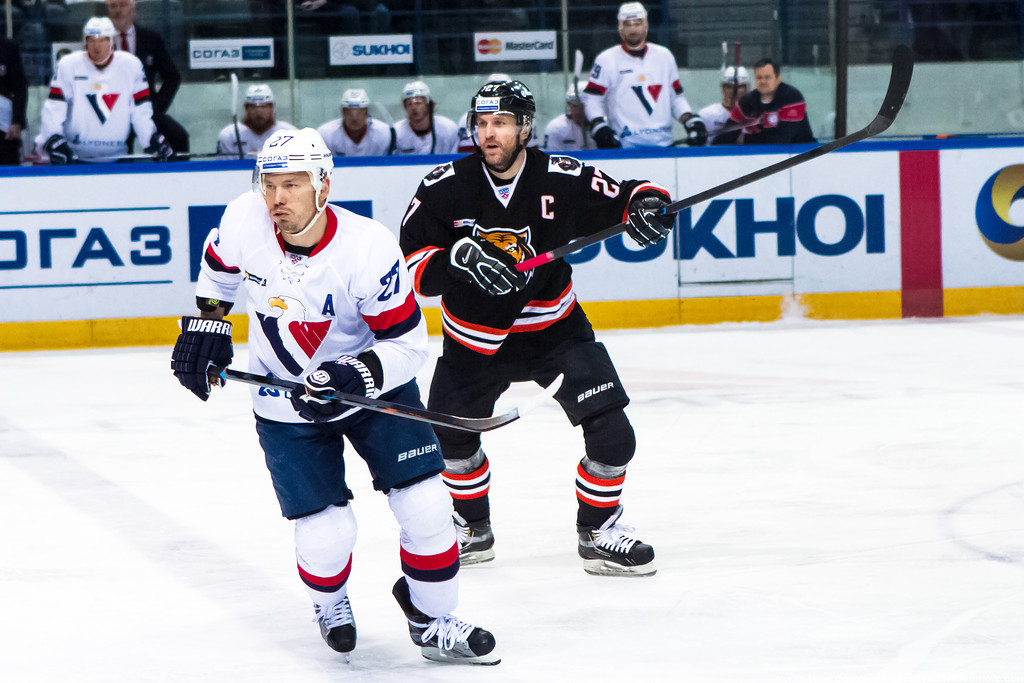
Ladislav Nagy a Slovan színeiben az Amur Habarovszk elleni mérkőzésen

Az orosz bázisú Kontinentális Jégkorong Ligához a 2012–2013-as szezonban csatlakozott, a bajnokság Bobrov divíziójában játszott.

### Visszatérve a Szlovák Extraligába
A szlovák bajnokságba a 2019–20-as szezonra tért vissza.
A 2021-22-es szezonban a HK Nitra csapatát 4:2-es arányban legyőzve lett bajnok.
2024-ben a csapatot teljes egészében a JTRE sports & entertainment a.s. vásárolta fel.

### Korábban használt nevek
- 1921 – 1. ČsŠK Bratislava
- 1939 – ŠK Bratislava
- 1948 – Sokol NV Bratislava
- 1953 – TJ ÚNV Slovan Bratislava
- 1961 – TJ Slovan CHZJD Bratislava
- 1990 – ŠK Slovan Bratislava
- 1993 – HC Slovan Bratislava

## Kontinentális Kupa
| Csapat               | Szezon  | Csoportkör                          | Végső forduló |
| -------------------- | ------- | ----------------------------------- | ------------- |
| HC Slovan Bratislava | 2000–01 | N csoport 1. hely                   | 3. hely       |
| HC Slovan Bratislava | 2002–03 | L csoport 1. hely N csoport 3. hely | 5. hely       |
| HC Slovan Bratislava | 2003–04 | N csoport 1. hely                   | Kupagyőztes   |

## Bajnokok ligája
| Csapat               | Szezon    | Alapszakasz        | Rájátszás     | LM | Gy | Gy.h. | V.h. | V. | L.G. | K.G. | GK. | P |
| -------------------- | --------- | ------------------ | ------------- | -- | -- | ----- | ---- | -- | ---- | ---- | --- | - |
| HC Slovan Bratislava | 2021–2022 | Csoportkör 4. hely | Nem jutott be | 6  | 0  | 0     | 0    | 6  | 8    | 23   | -15 | 0 |
| HC Slovan Bratislava | 2022–2023 | Csoportkör 4. hely | Nem jutott be | 6  | 0  | 0     | 0    | 6  | 9    | 26   | -17 | 0 |

## Statisztikák

### Kontinentális Jégkorong Liga
| Főszezon | Főszezon | Főszezon | Főszezon | Főszezon | Főszezon | Főszezon | Főszezon | Főszezon | Rájátszás                              | Rájátszás                   | Rájátszás                   | Rájátszás                   |
| Szezon   | LM       | GY       | GY. H.   | V. H.    | V        | G        | P        | Helyezés | Nyolcaddöntő                           | Negyeddöntő                 | Elődöntő                    | Döntő                       |
| -------- | -------- | -------- | -------- | -------- | -------- | -------- | -------- | -------- | -------------------------------------- | --------------------------- | --------------------------- | --------------------------- |
| 2012–13  | 52       | 17       | 11       | 5        | 19       | 124:127  | 78       | 3.       | Vereség a Dinamo Moszkva ellen (0-4)   | -                           | -                           | -                           |
| 2013–14  | 54       | 15       | 9        | 4        | 26       | 120:160  | 67       | 6.       | Nem jutott be a rájátszásba            | Nem jutott be a rájátszásba | Nem jutott be a rájátszásba | Nem jutott be a rájátszásba |
| 2014–15  | 60       | 15       | 5        | 8        | 32       | 136:188  | 32       | 7.       | Nem jutott be a rájátszásba            | Nem jutott be a rájátszásba | Nem jutott be a rájátszásba | Nem jutott be a rájátszásba |
| 2015–16  | 60       | 21       | 11       | 4        | 24       | 154:148  | 24       | 3.       | Vereség a HK CSZKA Moszkva ellen (0-4) | -                           | -                           | -                           |
| 2016–17  | 60       | 22       | 7        | 5        | 26       | 144:166  | 85       | 4.       | Nem jutott be a rájátszásba            | Nem jutott be a rájátszásba | Nem jutott be a rájátszásba | Nem jutott be a rájátszásba |
| 2017–18  | 56       | 15       | 3        | 7        | 31       | 119:187  | 58       | 5.       | Nem jutott be a rájátszásba            | Nem jutott be a rájátszásba | Nem jutott be a rájátszásba | Nem jutott be a rájátszásba |
| 2018–19  | 62       | 10       | 5        | 3        | 44       | 101:213  | 33       | 6.       | Nem jutott be a rájátszásba            | Nem jutott be a rájátszásba | Nem jutott be a rájátszásba | Nem jutott be a rájátszásba |

### Tipos Extraliga
| Főszezon | Főszezon | Főszezon | Főszezon | Főszezon | Főszezon | Főszezon | Főszezon | Főszezon | Rájátszás                                               | Rájátszás                                               | Rájátszás                                               | Rájátszás                                               |
| Szezon   | LM       | GY       | GY. H.   | V. H.    | V        | G        | P        | Helyezés | Kvalifikáció                                            | Negyeddöntő                                             | Elődöntő                                                | Döntő                                                   |
| -------- | -------- | -------- | -------- | -------- | -------- | -------- | -------- | -------- | ------------------------------------------------------- | ------------------------------------------------------- | ------------------------------------------------------- | ------------------------------------------------------- |
| 2019–20  | 55       | 29       | 8        | 5        | 13       | 191:118  | 108      | 2.       | A rájátszás nem lett lejátszva a Covid-19 járvány miatt | A rájátszás nem lett lejátszva a Covid-19 járvány miatt | A rájátszás nem lett lejátszva a Covid-19 járvány miatt | A rájátszás nem lett lejátszva a Covid-19 járvány miatt |
| 2020–21  | 50       | 26       | 6        | 4        | 14       | 146:115  | 94       | 4.       | -                                                       | Győzelem a HK Nitra ellen (4-2)                         | Vereség a HKM Zvolen ellen (1-4)                        | -                                                       |
| 2021–22  | 50       | 32       | 3        | 5        | 10       | 189:118  | 104      | 1.       | -                                                       | Győzelem a HC GROTTO Prešov ellen (4-0)                 | Győzelem a HC Košice ellen (4-3)                        | Győzelem a HK Nitra ellen (4-2)                         |
| 2022–23  | 50       | 27       | 3        | 7        | 14       | 162-115  | 93       | 2.       | -                                                       | Vereség a HK Dukla Ingema Michalovce ellen (2-4)        | -                                                       | -                                                       |
| 2023–24  | 50       | 21       | 5        | 4        | 20       | 157:160  | 77       | 5.       | -                                                       | Vereség a HC Košice ellen (0-4)                         | -                                                       | -                                                       |
| 2024–25  | 54       | 21       | 5        | 8        | 20       | 164:159  | 81       | 7.       | Vereség a HKM Zvolen ellen (1-3)                        | -                                                       | -                                                       | -                                                       |

## Játékosok

### Híres játékosok
- Zdeno Cíger
- Vladimír Dzurilla
- Jozef Golonka
- Ľubomír Kolník
- Václav Nedomanský
- Dušan Pašek
- Dárius Rusnák
- Miroslav Šatan
- Martin Štrbák
- Anton Šťastný
- Marián Šťastný
- Peter Šťastný
- Ľubomír Višňovský

### Jelenlegi játékoskeret
A HC Slovan Bratislava 2023-24-es kerete:
- Vezetőedző:  Peter Oremus
- Segédedző:  Andrej Kmeč
- Kapusedző:  Peter Kosa

| Kapusok | Kapusok   | Kapusok              | Kapusok  | Kapusok           | Kapusok  |        |
| ------- | --------- | -------------------- | -------- | ----------------- | -------- | ------ |
| #       |           | Név                  | Botfogás | Születési dátum   | Magasság | Súly   |
| 25      | Szlovákia | Samuel Baroš         | B        | 1994. február 10. | 182 cm   | 83 kg  |
| 30      | Szlovákia | Denis Godla          | B        | 1995. április 4.  | 180 cm   | 81 kg  |
| 31      | RUS       | Sihabutdin Gadzsijev | B        | 2004. október 26. | 188 cm   | 77 kg  |
| 34      | CAN       | Jared Coreau         | B        | 1991. november 5. | 197 cm   | 100 kg |

| Védők | Védők     | Védők                   | Védők    | Védők               | Védők    |       |
| ----- | --------- | ----------------------- | -------- | ------------------- | -------- | ----- |
| #     |           | Név                     | Botfogás | Születési dátum     | Magasság | Súly  |
| 7     | Szlovákia | Daniel Demo             | B        | 1999. március 1.    | 190 cm   | 99 kg |
| 7     | CAN       | Shawn Beauchamp-Lalonde | J        | 1990. március 10.   | 185 cm   | 93 kg |
| 8     | Szlovákia | Michal Sersen           | B        | 1985. december 28.  | 188 cm   | 97 kg |
| 24    | Szlovákia | Marek Korenčik          | B        | 1999. július 19.    | 191 cm   | 91 kg |
| 41    | Szlovákia | Ladislav Romančík       | B        | 1996. január 26.    | 195 cm   | 97 kg |
| 43    | Szlovákia | Patrik Maier            | B        | 1996. november 6.   | 182 cm   | 87 kg |
| 48    | Szlovákia | Daniel Gachulinec       | J        | 1994. február 16.   | 180 cm   | 82 kg |
| 73    | Szlovákia | Michal Beňo             | B        | 2001. november 15.  | 188 cm   | 83 kg |
| 77    | Kanada    | Matthew Murphy          | B        | 1995. május 1..     | 188 cm   | 89 kg |
| 78    | USA       | Ian Christopher Scheid  | J        | 1995. június 14.    | 180 cm   | 82 kg |
| 82    | Szlovákia | Tomáš Kralovič          | J        | 2005. augusztus 28. | 190 cm   | 88 kg |
| 85    | Szlovákia | Ján Marcinko            | J        | 2002. november 8.   | 183 cm   | 86 kg |
| 87    | SWE       | Jonas Peter Ahnelöv     | B        | 1987. december 11.  | 190 cm   | 97 kg |
| 97    | Szlovákia | Michal Jasenec          | B        | 2002. március 8.    | 191 cm   | 85 kg |
| 98    | Szlovákia | Andrej Golian           | B        | 2001. március 7.    | 192 cm   | 82 kg |

| Csatárok | Csatárok  | Csatárok             | Csatárok | Csatárok             | Csatárok |        |
| -------- | --------- | -------------------- | -------- | -------------------- | -------- | ------ |
| #        |           | Név                  | Botfogás | Születési dátum      | Magasság | Súly   |
|          | USA       | Patrick James Holway | J        | 1994. november 14.   | 183 cm   | 88 kg  |
| 11       | Szlovákia | Oliver Jokeľ         | J        | 1991. augusztus 7.   | 180 cm   | 84 kg  |
| 22       | USA       | Hunter Fejes         | J        | 1994. május 31.      | 185 cm   | 86 kg  |
| 24       | Szlovákia | Matúš Havrila        | J        | 1992. április 11.    | 186 cm   | 87 kg  |
| 27       | Szlovákia | Tomáš Zigo           | J        | 1991. augusztus 15.  | 185 cm   | 83 kg  |
| 39       | Kanada    | Brett Pollock        | J        | 1996. március 17.    | 191 cm   | 90 kg  |
| 47       | Szlovákia | Mário Lunter         | J        | 1994. június 20.     | 182 cm   | 88 kg  |
| 61       | Szlovákia | Marek Bartánus       | B        | 1987. február 13.    | 190 cm   | 99 kg  |
| 63       | Szlovákia | Patrik Lamper        | J        | 1993. március 10.    | 183 cm   | 86 kg  |
| 67       | Szlovákia | Róbert Bačo          | B        | 2003. február 5.     | 188 cm   | 97 kg  |
| 77       | Szlovákia | Patrik Rogoň         | J        | 1996. november 16.   | 182 cm   | 83 kg  |
| 84       | FIN       | Joona Jääskeläinen   | B        | 1996. szeptember 5.  | 178 cm   | 80 kg  |
| 85       | Szlovákia | Marek Slovák         | J        | 1988. szeptember 23. | 175 cm   | 70 kg  |
| 91       | Szlovákia | Michal Chovan        | J        | 1987. november 23.   | 183 cm   | 75 kg  |
| 92       | Szlovákia | Eduard Šimun         | J        | 1994. december 27.   | 193 cm   | 100 kg |

### Vezetőedzők
- 1945/1946 – Josef Maleček
- 1946/1947 – Josef Maleček
- 1947/1948 – Josef Maleček
- 1948/1949 – Michal Polóni
- 1949/1950 – Michal Polóni
- 1950/1951 – Michal Polóni
- 1951/1952 – Michal Polóni
- 1952/1953 – Zdeněk Bláha
- 1953/1954 – Zdeněk Bláha
- 1954/1955 – Zdeněk Bláha
- 1955/1956 – Jiří Anton
- 1956/1957 – Jiří Anton
- 1957/1958 – Michal Polóni
- 1958/1959 – Ladislav Horský
- 1959/1960 – Ladislav Horský
- 1960/1961 – Ladislav Horský
- 1961/1962 – Ladislav Horský
- 1962/1963 – Ladislav Horský
- 1963/1964 – Rastislav Jančuška
- 1964/1965 – Rastislav Jančuška
- 1965/1966 – Rastislav Jančuška
- 1966/1967 – Ladislav Horský
- 1967/1968 – Ladislav Horský
- 1968/1969 – Ján Starší
- 1969/1970 – Ján Starší
- 1970/1971 – Ján Starší
- 1971/1972 – Ján Starší
- 1972/1973 – Karol Fako (Ján Starší, Jaroslav Walter)
- 1973/1974 – Ján Starší, Jaroslav Walter
- 1974/1975 – Juraj Mitošinka, Eduard Gábriš
- 1975/1976 – Juraj Mitošinka
- 1976/1977 – Ladislav Horský, Miroslav Kubovič
- 1977/1978 – Ladislav Horský, Miroslav Kubovič
- 1978/1979 – Ladislav Horský, Miroslav Kubovič
- 1979/1980 – Ladislav Horský, Miroslav Kubovič
- 1980/1981 – Ladislav Horský, Július Černický
- 1981/1982 – Jaroslav Walter, Július Černický
- 1982/1983 – Jaroslav Walter (Július Haas, Vladimír Dzurilla)
- 1983/1984 – Břetislav Guryča, Július Haas (Juraj Mitošinka)
- 1984/1985 – Július Haas, Břetislav Guryča
- 1985/1986 – Jozef Golonka, Július Haas
- 1986/1987 – Jozef Golonka, Július Haas
- 1987/1988 – Jozef Golonka, Július Haas
- 1988/1989 – R. Tománek, M. Holíček (Július Haas, Juraj Okoličány)
- 1989/1990 – Ján Filc, Dušan Žiška (Jaroslav Walter)
- 1990/1991 – Jaroslav Walter, Dušan Žiška
- 1991/1992 – Jaroslav Walter, Dušan Žiška
- 1992/1993 – Dušan Žiška, Miroslav Miklošovič
- 1993/1994 – Dušan Žiška, Miroslav Miklošovič, Dárius Rusnák
- 1994/1995 – Dušan Žiška, Dárius Rusnák, Jozef Bukovinský
- 1995/1996 – Dušan Žiška, Dárius Rusnák, Jozef Bukovinský (Július Haas)
- 1996/1997 – Dušan Žiška, Július Haas (Ernest Bokroš, Ľudovít Venutti)
- 1997/1998 – Ernest Bokroš, Ľudovít Venutti
- 1998/1999 – Ernest Bokroš, Ľudovít Venutti
- 1999/2000 – Ernest Bokroš, Ľudovít Venutti (František Hossa, Ľubomír Pokovič
- 2000/2001 – František Hossa, Ľubomír Pokovič (Jaroslav Walter)
- 2001/2002 – Miloš Říha, Ľubomír Pokovič, Marcel Sakáč
- 2002/2003 – Július Šupler, Miroslav Miklošovič, Marcel Sakáč
- 2003/2004 – Ľubomír Pokovič, Miroslav Miklošovič, Marcel Sakáč
- 2004/2005 – Miloš Říha, Miroslav Miklošovič, Rudolf Jurčenko
- 2005/2006 – Ján Jaško a Miroslav Miklošovič
- 2006/2007 – Zdeno Cíger, Roman Cvečka (Rostislav Čada)
- 2007/2008 – Zdeno Cíger, Miroslav Miklošovič, Igor Tóth
- 2008/2009 – Róbert Pukalovič, Rudolf Jurčenko (Zdeno Cíger, Antonín Stavjaňa)
- 2009/2010 – Antonín Stavjaňa, Róbert Pukalovič, Rudolf Jurčenko
- 2010/2011 – Zdeno Cíger, Miroslav Miklošovič, Rudolf Jurčenko (Pavel Hynek)
- 2011/2012 – Štefan Mikeš, Miroslav Mosnár, Rudolf Jurčenko, Jan Neliba és Roman Stantien
- 2012/2013 – Rostislav Čada, Svatopluk Číhal, Roman Stantien
- 2013/2014 – Rostislav Čada, Ján Lipiansky, Roman Stantien
- 2014/2015 – Rostislav Čada (Petri Matikainen), Vladimír Országh
- 2015/2016 – Miloš Říha, Roman Stantien, Rudolf Jendek
- 2016/2017 – Miloš Říha, Roman Stantien, Rudolf Jendek
- 2017/2018 – Miloš Říha (Eduard Zankovec), Róbert Petrovický, Rudolf Jendek
- 2018/2019 – Vladimír Országh, Róbert Petrovický, Rudolf Jendek
- 2019/2020 – Roman Stantien, Rudolf Jendek
- 2020/2021 – Roman Stantien, Rudolf Jendek (szezon közben Róbert Döme, Marián Bažány és Ján Lipiansky)
- 2021/2022 – Róbert Döme (Andrej Podkonický), Ján Lipiansky, Pekka Kangasalusta és Tony Virta
- 2022/2023 – Andrej Podkonický, Ján Pardavý, Richard Kapuš
- 2023/2024 – Ján Pardavý (Vladimír Růžička), Richard Kapuš, Rudolf Jendek (szezon közben Peter Oremus és Andrej Kmeč)
- 2024/2025 – Peter Oremus, Tomáš Surový és Jaroslav Obšut[9]

## Jégcsarnok

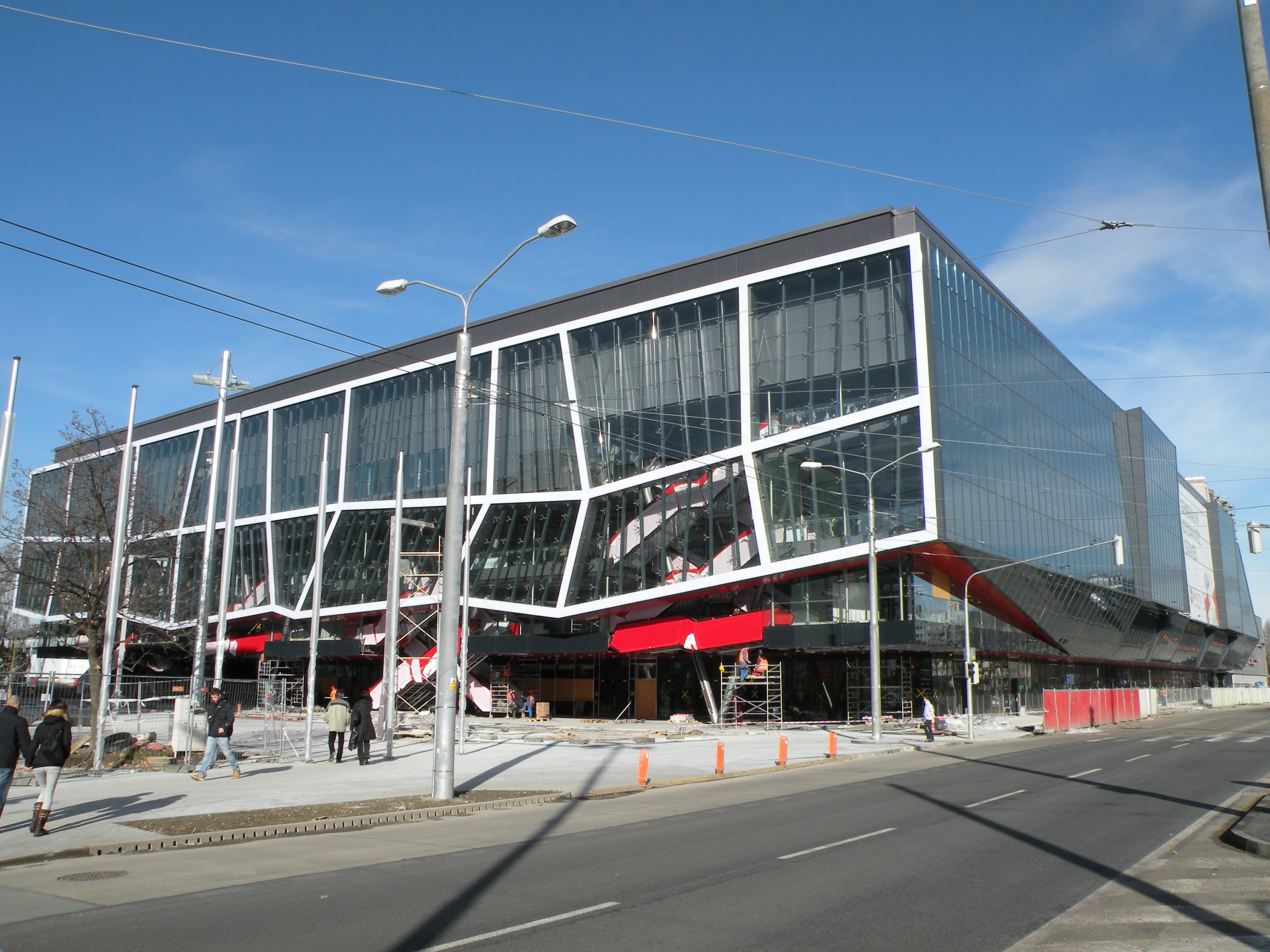
Az Ondrej Nepela Jégcsarnok

A csapat jelenleg használt jégcsarnoka a 2011-ben épült Ondrej Nepela Jégcsarnok. A 10 055-ös befogadóképességével ez az ország legnagyobb jégkorongcsarnoka. A jégcsarnok elődjét 1940-ben nyitották meg Pozsony első mesterséges jégpályájaként. 1948-ban és 1949-ben bővítették a lelátókat, így kibővítve a csarnok kapacitását 300-ról 11 000-re. 2009 és 2011 között teljes felújításon ment keresztül a jégcsarnok, ami miatt a csapat Pozsony Főrév városrészében található Vladimír Dzurilla Jégcsarnokba költözött.

### Logó

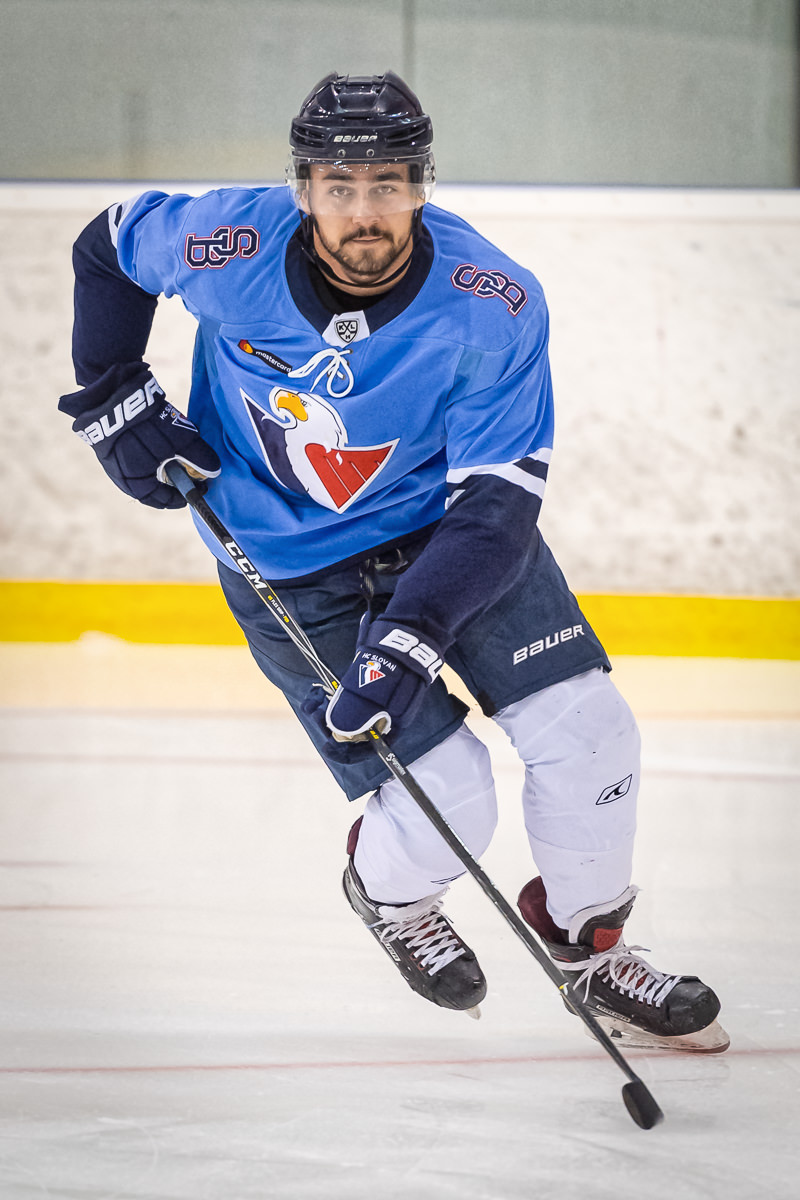
Tomáš Hedera a Slovan Bratislava logójával ellátott mezben

## Klubidentitás

### Kabala
A csapat kabalaállata egy Harvy nevű sas, ami megegyezik a klub logójával.

## Nézettség
| Szezon  | Átlagos nézőszám | Helyezés a ligában |
| ------- | ---------------- | ------------------ |
| 2021–22 | 1477             | 1.                 |
| 2022–23 | 4 603            | 1.                 |
| 2023–24 | 4802             | 1.                 |
| 2024–25 | 4712             | 1.                 |

## Bajnokcsapatok

### Csehszlovák Extraliga
- 1978/1979

Kapusok: Marcel Sakáč, Pavol Norovský
Védők: Ivan Černý, Jozef Bukovinský, Milan Kužela, Ľubomír Roháčik, Vladimír Urban, Ľubomír Ujváry
Csatárok: Marián Šťastný, Peter Šťastný, Anton Šťastný, Marián Bezák, Miroslav Miklošovič, Milan Mrukvia, Dušan Pašek, Dárius Rusnák, Ján Jaško, František Hejčík, Eugen Krajčovič, Dušan Žiška
Edzők: Ladislav Horský a Miroslav Kubovič

### Szlovák Extraliga
- 1997/1998

Kapusok: Ivo Čapek, Matej Jurkovič, Richard Marko
Védők: Matej Bukna, Vladimír Búřil, Radoslav Hecl, Rudolf Jendek, Miroslav Mosnár, Róbert Pukalovič, Ľubomír Višňovský, Sergej Voronov
Csatárok: Zdeno Cíger, Adrián Daniel, Marián Horváth, Roman Iľjin, Richard Kapuš, Ladislav Karabin, Ľubomír Kolník, Radoslav Kropáč, Martin Krumpál, Vasilij Pankov, Karol Rusznyák, Róbert Tomík, Jozef Voskár
Edzők: Ernest Bokroš, Ľudovít Venutti
- 1999/2000

Kapusok: Radovan Biegl, Martin Kučera, Marek Mastič
Védők: Daniel Babka, Marián Bažány, Vladimír Búřil, Jevgenij Gribko, Radoslav Hecl, Rudolf Jendek, Miroslav Mosnár, Peter Podhradský, Marek Priechodský, Pavol Rešetka, Ľubomír Višňovský
Csatárok: Zdeno Cíger, Miroslav Hlinka, Michal Hreus, Roman Iľjin, Richard Kapuš, Ľubomír Kolník, Radoslav Kropáč, Martin Krumpál, Miroslav Lažo, Ján Lipianský, Martin Madový, Vasilij Pankov, Ondrej Prokop, Igor Rataj, Peter Siroťák, Juraj Štefanka, Miroslav Štefanka, Roman Tomašech, Rudolf Verčík, Erik Weissmann
Edzők: František Hossa, Ľubomír Pokovič, v prvej časti sezóny Ernest Bokroš, Ľudovít Venutti
- 2001/2002

Kapusok: Matej Jurkovič, Jozef Ondrejka, Stanislav Petrík, Pavol Rybár
Védők: Daniel Babka, Igors Bondarevs, Brian Casey, Radoslav Hecl, Marek Kolba, Dalibor Kusovský, Pavol Mihálik, Craig Millar, Svetozár Nižňanský, Radoslav Sloboda, Ján Tabaček
Csatárok: Dušan Benda, Emil Bučič, Tomáš Bučič, Tomáš Bukovinský, Peter Ďuriš, Marián Fitoš, Juraj Halaj, Daniel Hančák, Michal Hreus, Michal Hudec, Ľubomír Hurtaj, Tomáš Jaško, Richard Kapuš, Andrej Kollár, Radoslav Kropáč, Martin Kuľha, Jozef Mrena, Warren Norris, Slavomír Pavličko, Ľubomír Pištek, Andrej Podkonický, Igor Rataj, Marcel Sakáč, Roman Šimunek
Edzők: Miloš Říha, Ľubomír Pokovič, Marcel Sakáč starší
- 2002/2003

Kapusok: Pavol Rybár, Jozef Ondrejka
Védők: Tomáš Bukovinský, Daniel Hančák, Miroslav Javín, Rudolf Jendek, Ján Kobezda, Marek Kolba, Petr Pavlas, Daniel Seman, Michal Sersen, Marián Smerčiak, Michal Šafařík, Vladimír Vlk
Csatárok: Dušan Benda, Karol Biermann, Zdeno Cíger, Ivan Dornič ml., Branislav Fábry, Juraj Halaj, Michal Hudec, Ľubomír Hurtaj, Peter Junas, Richard Kapuš, Michal Kokavec, Martin Kuľha, Miroslav Lažo, Ján Lipiansky, Michal Macho, Daniel Mračka, Jozef Mrena, Slavomír Pavličko, Igor Rataj, René Školiak
Edzők: Július Šupler, Miroslav Miklošovič, Marcel Sakáč, Ivan Dornič st.
- 2004/2005

Kapusok: Libor Barta, Roman Mega, Pavol Rybár
Védők:  Branislav Fábry, Daniel Hančák, Radoslav Hecl, Ján Horáček, Rudolf Jendek, Martin Karafiát, Petr Pavlas, Karol Sloboda, Tomáš Špila, Ján Tabaček, Ľubomír Višňovský, René Vydarený, Jozef Wagenhoffer
Csatárok: Igor Baček, Martin Bartek, Zdeno Cíger, Ivan Dornič, Adam Drgoň, Boris Ertel, Michal Hudec, Martin Hujsa, Branislav Jánoš, Peter Junas, Richard Kapuš, Michal Kokavec, Martin Kuľha, Michal Macho, Tomáš Němčický, Dušan Pašek, Juraj Prokop, Roman Stantien, Juraj Sýkora, Miroslav Šatan, Tibor Varga
Edzők: Miloš Říha, Miroslav Miklošovič, Rudolf Jurčenko
- 2006/2007

Kapusok: Sasu Hovi, Ján Chovan
Védők: Dalibor Kusovský, Jan Srdínko, Petr Pavlas, Daniel Hančák, Milan Hruška, Dušan Devečka, Peter Huba, Michal Sersen, Jozef Wagenhoffer, Stanislav Škorvánek, Kaspars Astašenko, Lukáš Lauko
Csatárok: Michal Kokavec, Michal Hreus, Ľubomír Hurtaj, Martin Kuľha, Roman Kukumberg, Marek Uram, Marek Vorel, Juraj Sýkora, Ľubomír Pištek, Igor Baček, Roman Tvrdoň, Miroslav Lažo, Martin Hujsa, Juraj Gráčik, Juraj Prokop, Matej Češík, Robin Just
Edzők: Zdeno Cíger, Miroslav Mikološovič
- 2007/2008

Kapusok: Sasu Hovi, Ján Chovan, Marek Srnec
Védők: Milan Bališ, Daniel Hančák, Lukáš Bohunický, Milan Hruška, Jozef Kováčik, Petr Pavlas, Michal Sersen, Jan Srdínko, Dušan Devečka, Peter Huba, Peter Kúdelka, Daniel Neumann, Rastislav Veselko
Csatárok:Igor Baček, Róbert Döme, Juraj Gráčik, Michal Hreus, Martin Hujsa, Richard Kapuš, Michal Kokavec, Radoslav Kropáč, Martin Kuľha, Miroslav Lažo, Ľubomír Pištek, Ondrej Rusnák, Juraj Sýkora, Marek Uram, Radoslav Kropáč, Andrej Kmeč, Tomáš Šiffalovič, Martin Sloboda, Martin Bakoš, Marko Hučko, Marek Lisoň, Martin Dubina
Edzők: Zdeno Cíger, Miroslav Miklošovič, Igor Tóth
- 2011/2012

Kapusok: Branislav Konrád, Tomi Karhunen
Védők: Martin Štajnoch, Peter Frühauf, Michal Dobroň, Ivan Švarný, Alexanders Jerofejevs, Ivan Ďatelinka, Maris Jass, Peter Trška, Lukáš Kozák
Csatárok: Miroslav Šatan, Ján Lipiansky, Michal Hudec, Roman Kukumberg, Tomáš Bulík, Marek Bartánus, Martin Bakoš, Libor Hudáček, Dávid Buc, Dávid Skokan, Martin Sloboda, Martin Kalináč, Andrej Kudrna, Kevin Harvey, Miroslav Presinger
Edzők: Jan Neliba, Miroslav Mosnár, Roman Stantien, Rudolf Jurčenko
- 2021/2022

Kapusok: Anthony Peters, Clint Windsor, Samuel Hlavaj
Védők: Matt MacKenzie, Patrik Maier, Michal Beňo, Michal Sersen, Daniel Gachulinec, Andrej Golian, Alex Breton, Oliver Fatul, Juraj Valach, Boris Žabka
Csatárok: Marcel Haščák, Wiliam Rapuzzi, Andrew Yogan, Joona Jääskeläinen, Brant Harris, Samuel Takáč, Tomáš Zigo, Milan Kytnár, Tomáš Matoušek, Jakub Sukeľ, Adam Bezák, Adam Lukošík, Martin Belluš, Rastislav Gašpar, Miroslav Preisinger, Daniil Fominykh, Alex Šotek, Samuel Chalupa
Edzők: Andrej Podkonický, Ján Lipiansky, Pekka Kangasalusta a Tony Virta

## Rivalizálások

### HC Košice
A bajnokságban a legnagyobb rivalizálás az ország két legnagyobb városa, Pozsony és Kassa csapata között van. A két csapat a földrajzi elhelyezkedéséből az ország két felét képviselik. A HC Slovan Bratislava, illetve a HC Košice jogelődje is több mint 100 éve lett alapítva, amennyi év alatt a két város csapata sokszor a két legerősebb jégkorongcsapatá vált. A Csehszlovák Jégkorongligában is a szlovákiai csapatok közül a két legdominánsabb csapat volt. A Tipos Extraliga fennállása óta 6-szor mérkőzött meg a Slovan és a Košice a rájátszás döntőjében, többször, mint bármelyik más csapat. A rivalizálás 2012 és 2019 között szünetelt, mert a Slovan Bratislava az orosz Kontinentális Jégkorong Ligához csatlakozott, így nem vett részt a szlovák nemzeti bajnokságban.

### HC Lev Praha
2012 és 2014 között a HC Lev Praha prágai csapat a Slovannal együtt a Kontinentális Jégkorongliga Bobrov divíziójában játszott, ahol a cseh-szlovák jégkorongrivalizálásra építve mindkét csapat a saját országát képviselve mérkőzött meg a másikkal.

## Híres játékosok
- Marián Bezák
- Zdeno Cíger
- Július Černický
- Vladimír Dzurilla
- Karol Fako
- František Gregor
- Jozef Golonka
- Ladislav Horský
- Ján Jendek
- Rastislav Jančuška
- Richard Kapuš
- Ľubomír Kolník
- Milan Kužela
- Václav Nedomanský
- Dušan Pašek
- Michal Polóni
- Dárius Rusnák
- Ján Starší
- Miroslav Šatan
- Martin Štrbák
- Anton Šťastný
- Marián Šťastný
- Peter Šťastný
- Rudolf Tajcnár
- Jaroslav Walter
- Ľubomír Višňovský
- Libor Hudáček

## Hírességek Csarnoka

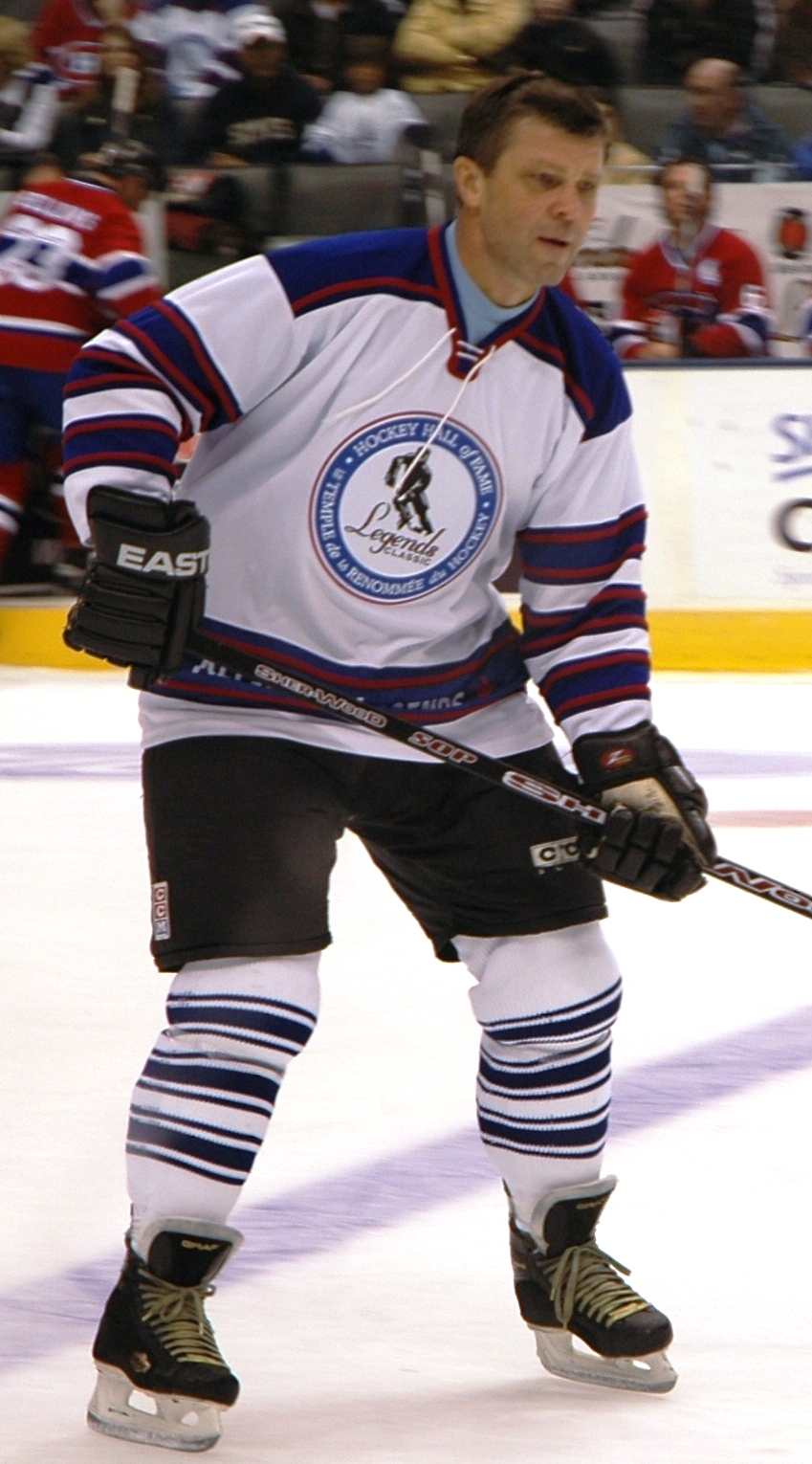
Peter Šťastný a 2008-as NHL All-Star Legends-en Torontóban

Az alábbi volt Slovan-játékosok jutottak be a Hírességek Csarnokába:

### Jégkorong Hírességek Csarnoka
| Név           | Kategória | Beválasztva |
| ------------- | --------- | ----------- |
| Peter Šťastný | Játékos   | 1998        |

### IIHF Hírességek Csarnoka
| Név               | Kategória | Beválasztva |
| ----------------- | --------- | ----------- |
| Václav Nedomanský | Játékos   | 1997        |
| Vladimír Dzurilla | Játékos   | 1998        |
| Jozef Golonka     | Játékos   | 1998        |
| Ján Starší        | Edző      | 1999        |
| Peter Šťastný     | Játékos   | 2000        |